# Barbus mediosquamatus
 Barbus mediosquamatus és una espècie de peix cipriniforme de la família dels ciprínids.

## Morfologia
Els mascles poden assolir els 4,7 cm de longitud total.

## Distribució geogràfica
Es troba a Angola: riu Luachimo.